# Ø (film fra 2014)
 For alternative betydninger, se Ø (flertydig). (Se også artikler, som begynder med Ø)
Ø er en dansk kortfilm fra 2014 instrueret af Mai Ulrikka Sydendal.

## Handling
Ø er en poetisk fortælling om en mand der bor alene mellem himmel og hav. Filmen er en visuel rejse gennem de forskellige sindstilstande eneboeren gennemgår, da han en dag bliver forstyrret i sin ensomhed.